# 罗伯特一世 (苏格兰)
罗伯特一世（英語：Robert I of Scotland；1274年7月11日—1329年6月7日）是苏格兰王国国王。他领导苏格兰人打败英格兰军队，挽救了苏格兰的独立地位。

## 经历
罗伯特·布鲁斯出生于苏格兰贵族世家，他的父系祖先为苏格兰-诺曼（法語化的维京人後裔）血统，跟随征服者威廉从诺曼底来到不列颠，他的母系祖先则是苏格兰的盖尔人。1292年苏格兰王位继承权之争中，他的祖父罗伯特·布鲁斯为主要竞选者之一，但在竞争中失败。由于拒绝向获胜的政敌宣誓效忠而又避免被抓小辫子，“竞争者”罗伯特·布鲁斯宣布退出政坛。隔日后，“竞争者”的长子卡里克伯爵一世羅伯特·布魯斯也把爵位让给长子罗伯特·布鲁斯。之后，布鲁斯家族与英国国王爱德华一世结盟反对出自巴里奥家族的新国王，并于1296年向英格兰国王愛德華一世宣誓效忠。
1297年，苏格兰爆发独立运动，罗伯特·布鲁斯接到紧急信件要求其支持爱德华一世的军队，但他借机发动叛乱。他个人组织的叛乱稍后被镇压，其女儿也被胁逼送入英格兰为人质未果，但同年稍后，苏格兰人在威廉·华莱士的领导下取得史特靈橋之役的大胜，罗伯特于是再次开始活跃。
1298年爱德华在福爾柯克之役中击败苏格兰叛乱首领威廉·华莱士，华莱士从护国公退位，罗伯特成为两位继任者之一。但另一位继任者约翰·科明也正是当初苏格兰王位竞争者巴里奥家族的姻亲，两者因此无法合作，1299年，罗伯特正式退任护国公，后再次转向爱德华。
1305年华莱士被捕并被处决，苏格兰独立运动暂时消停。但罗伯特作为拥有继承苏格兰王位资格的贵族，仍无法与另一位苏格兰大贵族约翰·科明同事。约翰·科明在苏格兰贵族间有广大的关系，同样拥有王位继承权，并被认为更坚定地反对英格兰的统治。1306年2月18日，两人在一个教堂中爆发冲突，罗伯特杀了对方，并不久后自主加冕国王。（因为这在教堂中的罪行而被破門，即革除教籍）在爱德华一世的镇压下，他领导的独立运动并不成功，在梅思文战役中失败后，一度逃离苏格兰本土前往小岛躲避。罗伯特的王后伊丽莎白·伯格、妹妹克里斯蒂娜、玛丽、前妻的女儿马乔丽栖身于威尔德鲁米城堡由罗伯特的弟弟尼爾·羅伯特照顾，尼爾為了營救女眷，讓她們逃到蘇格蘭最北端而自身被捕送到愛德華處審判，最終被判處絞刑加斬首。罗伯特的四位女眷虽然当时逃跑，却被罗斯伯爵交给爱德华。
1307年7月，爱德华一世病逝，由无能的爱德华二世继承，罗伯特利用这个机会于次年2月重返苏格兰再次领导独立运动，开始连续不断在游击战中取得胜利，夺取英格兰占领的哨所甚至城堡。1309年3月罗伯特第一次组织召开自己的国会，1310年苏格兰教士阶层决定承认其为苏格兰国王，1313年罗伯特也派下属詹姆斯·道格拉斯进入英格兰北部攻击对方本土，但直到8年后的1314年，罗伯特都始终避免和英格兰军队在开阔地正面会战。
1314年，苏格兰与英格兰军队在班诺克本进行会战并取得决定性胜利，此战成为了苏格兰独立运动的重大转折点，此后双方虽然仍有交手，但基本胜利已倾向于苏格兰人一边。为交换被俘的贵族，英格兰释放伊丽莎白、克里斯蒂娜、玛丽和马乔丽。
1320年，教皇开始承认罗伯特的地位，并收回破門的命令，1328年，爱德华二世的继承者爱德华三世与布鲁斯签订协定，承认苏格兰王国的独立主权。
1329年，罗伯特病逝，被苏格兰人敬称为民族英雄。

## 逸闻

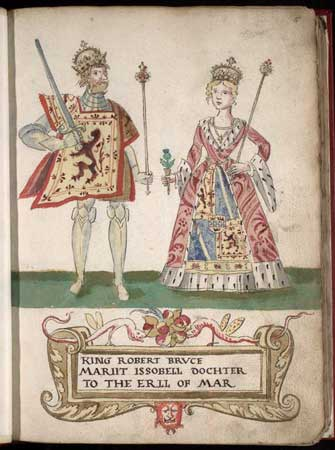
罗伯特·布鲁斯與伊莎貝拉

广为人知的“蜘蛛结网故事”，在一个版本中的主角就是罗伯特·布鲁斯。由于其一生经历颠簸，在最初加冕国王并抵抗爱德华一世的过程中又遭遇惨败而不得不出海躲避，有传闻即说当时他看到一蜘蛛在风雨中结网，虽屡屡失败而不放弃，最后终于成功，于是大受鼓舞而决心东山再起。
罗伯特被称为“勇敢的心”，因为其晚年因深感自己曾为了家族利益而反复无常，排斥异己又利用盟友，同时曾在教堂中手染鲜血，于是决心发动十字军以洗脱罪孽。但他本人已病重无法随军远征，即嘱咐忠诚的部下詹姆斯·道格拉斯领导队伍，并要求在自己死后将心脏取出，保存在盒子中同行。罗伯特死后道格拉斯忠实地遵守了诺言，他在1330年早春离开苏格兰，脖子上戴着用链子绑住的银制琉璃骨灰盒，里面陈放着罗伯特·布鲁斯的心脏。道格拉斯半路上於塞维利亚受到了卡斯蒂利亚国王阿方索十一世的迎接，阿方索委托道格拉斯在对抗格兰纳达的摩尔人战役时指挥他的一部分军队，此战中道格拉斯中了埋伏，他取出盒中的心脏用力扔向前方，放声呼喊：“勇敢的心啊，现在向前衝吧，就像以往汝曾经做的那样，道格拉斯或追随着汝或战死” 
（Now pass thou onward as thou wert wont, and Douglas will follow thee or die） ，最终战死沙场。“勇敢的心”典故即由此而来。（好莱坞的改編电影源自此故事，但有较大的修改和偏离）。
罗伯特·布鲁斯的心脏被道格拉斯的战友威廉·凯思带回苏格兰，安葬在梅尔罗斯修道院。

## 子女
长女瑪喬里，嫁第六代蘇格蘭王室總務官華特·斯圖爾特，生羅伯特二世
次女玛格丽特，嫁第五代薩瑟蘭伯爵威廉·摩拉維亞，生约翰
三女莫德，嫁托马斯·艾萨克
长子大衛二世，蘇格蘭國王
次子约翰，夭折
女兒伊莉莎白，嫁威廉·奧利芬特勳爵

## 影視文化
- 《梅爾吉勃遜之英雄本色》，1995年上映。
- 《不法國王》，2018年上映。

## 延伸阅读
- Barrow, Geoffrey Wallis Steuart, , Edinburgh: Edinburgh University Press, 2005, ISBN 978-0852245392.
- Balfour Paul, James, , Edinburgh: David Douglas, 1904.
- Bartlett, Robert, , Princeton: Princeton University Press, 1993, ISBN 978-0691032986.
- Bingham, Caroline, , London: Constable, 1998, ISBN 978-0094764408.
- Brown, Chris, , Stroud: Tempus, 2004, ISBN 978-0752425757.
- Brown, Chris, , Stroud: History, 2008, ISBN 978-0752446004.
- Dunbar, Archibald H., , Edinburgh: D. Douglas: 126–41, 1899, with copious original source materiéls.
- Duncan, A.A.M. (Editor), (1999) John Barbour: The Bruce Canongate.
- Fawcett, Richard (ed.), , Edinburgh: Society of Antiquaries of Scotland, 2005, ISBN 978-0-903903-34-9.
- Grant, Alexander, (1984) Independence and Nationhood: Scotland 1306–1469 Edward Arnold. ISBN 978-0748602735.
- Grant A, and Stringer, Keith J., (1995) Uniting the Kingdom? The Making of British History Routledge, pp. 97–108. ISBN 978-0415130417.
- Hunter, Paul V, , Bonhill, West Dunbartonshire: Auch Books, 2012.
- Jardine, Henry, , Edinburgh: Edinburgh Hay, Gall and Co., 1821.
- Loudoun, Darren, , 2007.
- Mackenzie, Agnes Mure (1934), Robert Bruce, King of Scots
- Macnamee, Colm, , Edinburgh: Donald, 2006, ISBN 978-0859766531
- Macnamee, Colm, , Edinburgh: Birlinn, 2006, ISBN 978-1841584751
- Nicholson, R.,
- Ó Néill, Domhnall, , CELT archive, 1317  [2020-06-23], （原始内容存档于2016-03-03）
- Penman, Michael. . New Haven: Yale University Press. 2014. ISBN 978-0300148725.
- Penman, Michael, , Ontario: Centre for Scottish Studies at the University of Guelph, 2009
- Phillips, Seymour, , New Haven: Yale University Press, 2011, ISBN 978-0300178029
- Scott, Ronald McNair. . New York: Barnes and Noble. 1982. ISBN 978-1566192705.
- Geoffrey the Baker's: Chronicon Galfridi le Baker de Swynebroke, ed. Edward Maunde Thompson (Oxford, 1889)
- Traquair, Peter. . University of Virginia: Roberts Rinehart Publishers. 1998. ISBN 978-1570982477.
- Watson, Fiona, J. . Tuckwell Press, East Linton. 1998. ISBN 978-1862320314.

| 罗伯特一世 (苏格兰) 布鲁斯王朝出生于：1274年7月11日逝世於：1329年6月7日 | 罗伯特一世 (苏格兰) 布鲁斯王朝出生于：1274年7月11日逝世於：1329年6月7日 | 罗伯特一世 (苏格兰) 布鲁斯王朝出生于：1274年7月11日逝世於：1329年6月7日 |
| 統治者頭銜                                                              | 統治者頭銜                                                              | 統治者頭銜                                                              |
| ----------------------------------------------------------------------- | ----------------------------------------------------------------------- | ----------------------------------------------------------------------- |
| 空缺上一位持有相同頭銜者：約翰·巴里奧                                   | 蘇格蘭國王 1306年－1329年                                               | 繼任： 大衛二世                                                         |